# Kostniak zarodkowy
Kostniak zarodkowy (łac. osteoblastoma) – rzadki, pierwotny, łagodny nowotwór kości. Ma bardzo podobny obraz do kostniaka kostninowego.

## Epidemiologia
Najczęściej występuje w 2. i 3. dekadzie życia, częściej u mężczyzn.

## Objawy i diagnostyka
Prawie zawsze pojawia się ból, który w odróżnieniu od kostniaka kostninowego nie ustaje po zażyciu aspiryny; jest również trudniejszy do zlokalizowania. Do diagnostyki wykorzystuje się zdjęcie RTG, na którym widoczne jest pogrubienie warstwy korowej z osteolizą w środku oraz odczynową osteosklerozą. Mogą być obecne wewnętrzne zwapnienia. Zmiana zazwyczaj o średnicy powyżej 2cm (w przeciwieństwie do kostniaka kostninowego)
Umiejscowienie:
- kręgosłup: ~40%; często w kolumnie tylnej
  - kręgi szyjne: 9-39%
  - kość krzyżowa: 17%
- w nasadach i przynasadach kości długich[2]

## Leczenie
Operacyjne wycięcie zmiany. Niecałkowite wycięcie może powodować odrastanie guza.

## Klasyfikacja ICD10
| kod ICD10     | nazwa choroby                                          |
| ------------- | ------------------------------------------------------ |
| ICD-10: D16   | Nowotwór niezłośliwy kości i chrząstki stawowej        |
| ICD-10: D16.0 | Łopatka i kości długie kończyny górnej                 |
| ICD-10: D16.1 | Kości krótkie kończyny górnej                          |
| ICD-10: D16.2 | Kości długie kończyny dolnej                           |
| ICD-10: D16.3 | Kości krótkie kończyny dolnej                          |
| ICD-10: D16.4 | Kości czaszki i twarzy                                 |
| ICD-10: D16.5 | Żuchwa                                                 |
| ICD-10: D16.6 | Kości kręgosłupa                                       |
| ICD-10: D16.7 | Żebra, mostek i obojczyk                               |
| ICD-10: D16.8 | Kości miednicy, kość krzyżowa i guziczna               |
| ICD-10: D16.9 | Kości i chrząstki stawowe, umiejscowienie nieokreślone |